# Reggina 1914 2021-2022
Questa voce raccoglie le informazioni riguardanti la Reggina 1914 nelle competizioni ufficiali della stagione 2021-2022.

## Stagione
Nella stagione 2021-2022, la Reggina ha partecipato per la 24ª volta al campionato cadetto.
La squadra ha sostenuto la prima parte del ritiro precampionato a Sarnano, in provincia di Macerata, dal 14 al 29 luglio 2021.
Il debutto stagionale è avvenuto a Salerno il 16 agosto 2021 in occasione dei trentaduesimi di Coppa Italia contro la Salernitana, dove gli amaranto vengono eliminati con il risultato di 2-0.
A causa del perdurare della pandemia di COVID-19, la campagna abbonamenti non è stata aperta ad inizio stagione, al posto della quale è stato creato un mini-abbonamento di cinque gare a partire dal match casalingo contro la Cittadella. Le tessere sottoscritte sono state 1.733.
Il 13 dicembre 2021, in seguito alla sconfitta contro l'Alessandria, l'allenatore Alfredo Aglietti è stato esonerato, venendo sostituito da Domenico Toscano, già sotto contratto, salvo poi essere esonerato il 23 gennaio 2022 dopo sole 3 partite, in cui ha collezionato 1 pareggio e 2 sconfitte. Il 24 gennaio 2022 Roberto Stellone viene annunciato come nuovo allenatore degli amaranto.
Il 30 aprile 2022, in occasione della sfida disputata al Granillo contro il Como, Germán Denis è diventato il calciatore più anziano a segnare in un campionato di Serie B (40 anni, 7 mesi e 20 giorni), superando così il precedente record appartenuto ad Alessandro Lucarelli.  Sul campo la Reggina ha raccolto 48 punti, ma deve scontare due punti di penalizzazione, quindi il computo finale di questa stagione è 46 punti con il quattordicesimo posto finale.
Il 5 maggio 2022 il presidente Luca Gallo è stato arrestato dalla Guardia di Finanza di Roma con l’accusa di autoriciclaggio e omesso versamento dell’IVA. Al suo posto, l'avvocato Katiuscia Perna viene nominato dal Tribunale di Roma in qualità di amministratore giudiziario delle quote del club.
Il 30 maggio Fabio De Lillo, già general manager del club, viene nominato amministratore unico. Il 17 giugno la società viene ceduta alla Enjoy srl, riconducibile all’imprenditore lametino Felice Saladini. Il 25 giugno l’ex arbitro Marcello Cardona viene nominato nuovo presidente della Reggina.

## Organigramma societario
Organigramma societario tratto dal sito ufficiale.
Area direttiva
- Presidente: Luca Gallo (fino al 30 maggio 2022)
- Presidente: Fabio De Lillo (dal 30 maggio 2022)
- General manager: Fabio De Lillo (fino al 28 giugno 2022)[19]
- Direttore generale: Vincenzo Iiriti (fino al 14/03/2022)
- Direttore sportivo: Massimo Taibi
- Direttore area scouting: Fabio Massimo Iengo
- Segretario sportivo: Sergio Miceli

Area sanitaria
- Responsabile: Pasquale Favasuli
- Medici: Alessio Rosato, Paolo Borrello, Filippo Labate, Giuseppe Tassone
- Fisioterapisti: Antonio Costa, Vincenzo Paonessa, Domenico Lisi, Carmine Modafferi, Andrea Cristiano, Fabio Assumma, Domenico Moschella, Antonino Pezzimenti, Rocco Gioffrè, Lorenzo Trunfio
- Osteopata: Natale Condemi

Area organizzativa
- Segretario generale: Salvatore Conti
- Team manager: Ilaria Felaco
- Store manager: Vincenzo Calafiore

Area comunicazione
- Responsabile: Ferdinando Ielasi
- Ufficio stampa: Filippo Mazzù
- Speaker stadio: Filippo Lo Presti

Area marketing
- Ufficio marketing: Consuelo Apa

Grafica e Immagine
- Grafico: Pietro Nania
- Fotografo: Pasquale Minniti

Biglietteria
- Responsabile Biglietteria: Maurizio Albanese
- Delegato Sicurezza Stadio: Giuseppe Calabrò
- SLO: Pietro Casile

Area tecnica
- Allenatore: Alfredo Aglietti[1], poi Domenico Toscano[2], poi Roberto Stellone[3]
- Allenatore in seconda: César Vinício Cervo de Luca[1], poi Michele Napoli[2], poi Andrea Gennari[3]
- Collaboratore tecnico: Gaetano Ungaro[1]
- Preparatore atletico: Daniele Sorbello[1], poi Andrea Nocera[2], poi Giuseppe Puleo[3]
- Preparatore dei portieri: Maurizio Guido
- Collaboratore preparatore dei portieri: Antonino Liuzzo[1]
- Recupero infortunati: Alessio Torino
- Match analyst: Carmine Alessandria
- Magazziniere: Giuseppe Vilasi

## Divise e sponsor
Per la stagione 2021-2022 è stato confermato come sponsor tecnico Macron.
| Casa | Trasferta |  |

La maglia ha una stampa della Dea Atena Promachos, statua posta sul Lungomare al centro dell'Arena dello Stretto. Lo sponsor centrale è la clinica esami specialistici salentina Dalia. Lo sponsor secondario sul petto è l'azienda Soseteg mentre La Caffè Mauro è sponsor sulla manica sinistra mentre l'azienda Puliservice è sponsor sul retro sotto il numero di maglia. Sui pantaloncini invece è presente l'azienda Caracciolo & figli.

## Rosa
| N. |                      | Ruolo | Calciatore                       |
| -- | -------------------- | ----- | -------------------------------- |
| 1  | Italia (bandiera)    | P     | Lorenzo Lofaro                   |
| 2  | Argentina (bandiera) | D     | Bruno Amione                     |
| 3  | Polonia (bandiera)   | D     | Thiago Cionek                    |
| 4  | Grecia (bandiera)    | D     | Dīmītrīs Stavropoulos            |
| 5  | Italia (bandiera)    | D     | Mirco Musumeci                   |
| 6  | Italia (bandiera)    | D     | Giuseppe Loiacono (capitano)     |
| 7  | Francia (bandiera)   | A     | Jérémy Ménez                     |
| 8  | Italia (bandiera)    | C     | Lorenzo Crisetig (vice capitano) |
| 10 | Italia (bandiera)    | C     | Nicola Bellomo                   |
| 11 | Italia (bandiera)    | A     | Federico Ricci                   |
| 12 | Italia (bandiera)    | P     | Alessandro Micai                 |
| 13 | Italia (bandiera)    | D     | Vasco Regini                     |
| 13 | Italia (bandiera)    | A     | Ottavio Garau                    |
| 14 | Senegal (bandiera)   | C     | Ricardo Faty                     |
| 14 | Italia (bandiera)    | C     | Simone Pagni                     |
| 15 | Italia (bandiera)    | C     | Nicolò Bianchi                   |
| 16 | Bulgaria (bandiera)  | A     | Andrej Gălăbinov                 |
| 17 | Italia (bandiera)    | D     | Gianluca Di Chiara               |
| 18 | Italia (bandiera)    | C     | Gabriele Carlucci                |
| 19 | Argentina (bandiera) | A     | Germán Denis                     |
| 20 | Polonia (bandiera)   | C     | Tomasz Kupisz                    |

| N. |                      | Ruolo | Calciatore            |
| -- | -------------------- | ----- | --------------------- |
| 21 | Italia (bandiera)    | D     | Mario Paura           |
| 21 | Tunisia (bandiera)   | C     | Karim Laribi          |
| 22 | Italia (bandiera)    | P     | Tommaso Aglietti      |
| 23 | Italia (bandiera)    | D     | Emanuele Foti         |
| 24 | Italia (bandiera)    | C     | Marcel Perri          |
| 25 | Italia (bandiera)    | P     | Luigi Sciammarella    |
| 27 | Italia (bandiera)    | D     | Claud Adjapong        |
| 29 | Italia (bandiera)    | D     | Ramzi Aya             |
| 30 | Italia (bandiera)    | A     | Adriano Montalto      |
| 31 | Senegal (bandiera)   | A     | Khadim Diop           |
| 33 | Serbia (bandiera)    | D     | Ivan Lakićević        |
| 46 | Marocco (bandiera)   | C     | Yassine Ejjaki        |
| 56 | Finlandia (bandiera) | C     | Përparim Hetemaj      |
| 63 | Italia (bandiera)    | P     | Stefano Turati        |
| 72 | Italia (bandiera)    | C     | Alessandro Cortinovis |
| 77 | Italia (bandiera)    | D     | Damiano Franco        |
| 87 | Italia (bandiera)    | A     | Cristiano Lombardi    |
| 90 | Italia (bandiera)    | C     | Michael Folorunsho    |
| 93 | Italia (bandiera)    | A     | Marco Tumminello      |
| 98 | Italia (bandiera)    | D     | Federico Giraudo      |
| 99 | Honduras (bandiera)  | C     | Rigoberto Rivas       |

## Calciomercato

### Sessione estiva
| Acquisti | Acquisti              | Acquisti        | Acquisti   |
| R.       | Nome                  | da              | Modalità   |
| -------- | --------------------- | --------------- | ---------- |
| P        | Stefano Turati        | Sassuolo        | prestito   |
| P        | Alessandro Micai      | Salernitana     | prestito   |
| P        | Tommaso Aglietti      | Vigor Carpaneto | definitivo |
| D        | Claud Adjapong        | Sassuolo        | prestito   |
| D        | Vasco Regini          | Sampdoria       | definitivo |
| D        | Damiano Franco        | Lazio           | definitivo |
| D        | Bruno Amione          | Verona          | prestito   |
| C        | Lorenzo Gavioli       | Inter           | prestito   |
| C        | Rigoberto Rivas       | Inter           | definitivo |
| C        | Karim Laribi          | Verona          | definitivo |
| C        | Përparim Hetemaj      | Benevento       | definitivo |
| C        | Yassine Ejjaki        | Vis Pesaro      | prestito   |
| C        | Alessandro Cortinovis | Atalanta        | prestito   |
| A        | Federico Ricci        | Sassuolo        | definitivo |
| A        | Marco Tumminello      | Atalanta        | prestito   |
| A        | Andrej Gălăbinov      | Spezia          | definitivo |

| Cessioni | Cessioni           | Cessioni             | Cessioni              |
| R.       | Nome               | a                    | Modalità              |
| -------- | ------------------ | -------------------- | --------------------- |
| P        | Nicolas Andrade    | Pisa                 | definitivo            |
| P        | Alessandro Farroni | Vis Pesaro           | prestito              |
| P        | Enrico Guarna      | Ascoli               | definitivo            |
| D        | Paolo Marchi       | Piacenza             | definitivo            |
| D        | Daniele Gasparetto | Legnano              | definitivo            |
| D        | Gabriele Rolando   | Catanzaro            | definitivo            |
| D        | Desiderio Garufo   |                      | risoluzione contratto |
| D        | Marco Rossi        | Seregno              | definitivo            |
| D        | Matteo Rubin       | Vis Pesaro           | definitivo            |
| D        | Angelo Rechichi    | Lamezia Terme        | prestito              |
| D        | Domenico Nemia     | Città di Sant'Agata  | definitivo            |
| C        | Lorenzo Paolucci   | Union Saint-Gilloise | definitivo            |
| C        | Hachim Mastour     |                      | svincolato            |
| C        | Marco Crimi        | Triestina            | definitivo            |
| C        | Mario Šitum        | Cosenza              | prestito              |
| A        | Nikola Vasić       | Vasalund             | prestito              |

### Sessione invernale(dal 3/1 al 31/1)
| Acquisti | Acquisti           | Acquisti      | Acquisti                         |
| R.       | Nome               | da            | Modalità                         |
| -------- | ------------------ | ------------- | -------------------------------- |
| D        | Federico Giraudo   | Vis Pesaro    | prestito con diritto di riscatto |
| D        | Ramzi Aya          | Salernitana   | definitivo                       |
| D        | Angelo Rechichi    | Lamezia Terme | fine prestito                    |
| C        | Tomasz Kupisz      | Pordenone     | prestito con diritto di riscatto |
| C        | Michael Folorunsho | Napoli        | prestito                         |
| A        | Cristiano Lombardi | Lazio         | prestito                         |
| A        | Nikola Vasić       | Vasalund      | fine prestito                    |

| Cessioni | Cessioni           | Cessioni   | Cessioni                         |
| R.       | Nome               | a          | Modalità                         |
| -------- | ------------------ | ---------- | -------------------------------- |
| P        | Alessandro Farroni | Vis Pesaro | definitivo                       |
| P        | Lorenzo Lofaro     | Paternò    | prestito                         |
| D        | Daniele Liotti     | Cosenza    | prestito                         |
| D        | Angelo Rechichi    | Gravina    | prestito                         |
| D        | Vasco Regini       |            | risoluzione contratto            |
| C        | Lorenzo Gavioli    | Renate     | prestito                         |
| C        | Karim Laribi       | Cittadella | prestito con diritto di riscatto |
| A        | Federico Ricci     | Ascoli     | prestito con diritto di riscatto |
| A        | Nikola Vasić       |            | risoluzione contratto            |

## Risultati

### Coppa Italia
| Arbitro: | Fourneau (Roma) |

|                      |           |  |
| Bonazzoli 45+2’, 55’ | Marcatori |  |

## Statistiche

### Statistiche di squadra
Statistiche aggiornate al 6 maggio 2022
| Competizione | Punti | In casa | In casa | In casa | In casa | In casa | In casa | In trasferta | In trasferta | In trasferta | In trasferta | In trasferta | In trasferta | Totale | Totale | Totale | Totale | Totale | Totale | DR  |
| Competizione | Punti | G       | V       | N       | P       | Gf      | Gs      | G            | V            | N            | P            | Gf           | Gs           | G      | V      | N      | P      | Gf     | Gs     | DR  |
| ------------ | ----- | ------- | ------- | ------- | ------- | ------- | ------- | ------------ | ------------ | ------------ | ------------ | ------------ | ------------ | ------ | ------ | ------ | ------ | ------ | ------ | --- |
| Serie B      | 48    | 19      | 9       | 2       | 8       | 19      | 22      | 19           | 4            | 7            | 8            | 12           | 27           | 38     | 13     | 9      | 16     | 31     | 49     | -18 |
| Coppa Italia | -     | 0       | 0       | 0       | 0       | 0       | 0       | 1            | 0            | 0            | 1            | 0            | 2            | 1      | 0      | 0      | 1      | 0      | 2      | -2  |
| Totale       | -     | 19      | 9       | 2       | 8       | 19      | 22      | 20           | 4            | 7            | 9            | 12           | 29           | 39     | 13     | 9      | 17     | 31     | 51     | -20 |

### Andamento in campionato
| Giornata  | 1  | 2 | 3 | 4 | 5 | 6 | 7  | 8 | 9 | 10 | 11 | 12 | 13 | 14 | 15 | 16 | 17 | 18 | 19 | 20 | 21 | 22 | 23 | 24 | 25 | 26 | 27 | 28 | 29 | 30 | 31 | 32 | 33 | 34 | 35 | 36 | 37 | 38 |
| --------- | -- | - | - | - | - | - | -- | - | - | -- | -- | -- | -- | -- | -- | -- | -- | -- | -- | -- | -- | -- | -- | -- | -- | -- | -- | -- | -- | -- | -- | -- | -- | -- | -- | -- | -- | -- |
| Luogo     | C  | C | T | C | T | C | T  | T | C | T  | C  | T  | C  | T  | C  | T  | C  | T  | C  | T  | T  | C  | T  | C  | T  | C  | C  | T  | C  | T  | C  | T  | C  | T  | C  | T  | C  | T  |
| Risultato | N  | V | N | V | N | N | P  | V | V | V  | P  | V  | P  | P  | P  | P  | P  | N  | P  | P  | P  | V  | V  | V  | P  | V  | V  | N  | P  | N  | V  | N  | P  | P  | V  | N  | P  | P  |
| Posizione | 13 | 6 | 8 | 6 | 7 | 8 | 10 | 8 | 6 | 2  | 5  | 2  | 6  | 6  | 9  | 11 | 12 | 12 | 13 | 13 | 13 | 14 | 11 | 11 | 12 | 12 | 11 | 11 | 11 | 11 | 11 | 11 | 14 | 14 | 12 | 12 | 13 | 14 |

Fonte:  Classifiche, su legab.it.
Legenda:

Luogo: N = Campo neutro; C = Casa; T = Trasferta. Risultato: R = Rinviata; V = Vittoria; N = Pareggio; S = Sconfitta.
- = Turno di riposo.

### Statistiche dei giocatori
Statistiche aggiornate al 6 maggio 2022
| Giocatore       | Serie B  | Serie B | Serie B     | Serie B    | Coppa Italia | Coppa Italia | Coppa Italia | Coppa Italia | Totale   | Totale | Totale      | Totale     |
| Giocatore       | Presenze | Reti    | Ammonizioni | Espulsioni | Presenze     | Reti         | Ammonizioni  | Espulsioni   | Presenze | Reti   | Ammonizioni | Espulsioni |
| --------------- | -------- | ------- | ----------- | ---------- | ------------ | ------------ | ------------ | ------------ | -------- | ------ | ----------- | ---------- |
| C. Adjapong     | 20       | 0       | 2           | 0          | 1            | 0            | 0            | 0            | 21       | 0      | 2           | 0          |
| T. Aglietti     | 1        | -3      | 0           | 0          | 0            | 0            | 0            | 0            | 1        | -3     | 0           | 0          |
| R. Aya          | 4        | 0       | 0           | 0          | 0            | 0            | 0            | 0            | 4        | 0      | 0           | 0          |
| B. Amione       | 16       | 0       | 5           | 0          | 0            | 0            | 0            | 0            | 16       | 0      | 5           | 0          |
| N. Bellomo      | 31       | 1       | 5           | 1          | 1            | 0            | 0            | 0            | 32       | 1      | 5           | 1          |
| N. Bianchi      | 32       | 1       | 9           | 0          | 1            | 0            | 0            | 0            | 33       | 1      | 9           | 0          |
| T. Cionek       | 27       | 0       | 11          | 1          | 1            | 0            | 0            | 0            | 28       | 0      | 11          | 1          |
| A. Cortinovis   | 30       | 1       | 2           | 0          | 0            | 0            | 0            | 0            | 30       | 1      | 2           | 0          |
| L. Crisetig     | 36       | 0       | 13          | 0          | 1            | 0            | 0            | 0            | 37       | 0      | 13          | 0          |
| G. Denis        | 9        | 1       | 0           | 0          | 1            | 0            | 0            | 0            | 10       | 1      | 0           | 0          |
| G. Di Chiara    | 33       | 1       | 10          | 0          | 1            | 0            | 0            | 0            | 34       | 1      | 10          | 0          |
| Y. Ejjaki       | 4        | 0       | 2           | 0          | 0            | 0            | 0            | 0            | 4        | 0      | 2           | 0          |
| M. Folorunsho   | 15       | 2       | 5           | 0          | 0            | 0            | 0            | 0            | 15       | 2      | 5           | 0          |
| E. Foti         | 1        | 0       | 0           | 0          | 0            | 0            | 0            | 0            | 1        | 0      | 0           | 0          |
| D. Franco       | 1        | 0       | 0           | 0          | 0            | 0            | 0            | 0            | 1        | 0      | 0           | 0          |
| A. Gălăbinov    | 31       | 9       | 0           | 0          | 0            | 0            | 0            | 0            | 31       | 9      | 0           | 0          |
| O. Garau        | 1        | 0       | 0           | 0          | 0            | 0            | 0            | 0            | 1        | 0      | 0           | 0          |
| L. Gavioli      | 1        | 0       | 0           | 0          | 0            | 0            | 0            | 0            | 1        | 0      | 0           | 0          |
| F. Giraudo      | 15       | 0       | 2           | 0          | 0            | 0            | 0            | 0            | 15       | 0      | 2           | 0          |
| P. Hetemaj      | 30       | 1       | 8           | 0          | 1            | 0            | 1            | 0            | 31       | 1      | 9           | 0          |
| T. Kupisz       | 16       | 0       | 2           | 0          | 0            | 0            | 0            | 0            | 16       | 0      | 2           | 0          |
| I. Lakićević    | 19       | 0       | 1           | 0          | 1            | 0            | 0            | 0            | 20       | 0      | 1           | 0          |
| K. Laribi       | 16       | 0       | 0           | 0          | 1            | 0            | 0            | 0            | 17       | 0      | 0           | 0          |
| G. Loiacono     | 18       | 0       | 4           | 0          | 0            | 0            | 0            | 0            | 18       | 0      | 4           | 0          |
| C. Lombardi     | 8        | 0       | 0           | 0          | 0            | 0            | 0            | 0            | 8        | 0      | 0           | 0          |
| D. Liotti       | 11       | 0       | 1           | 0          | 0            | 0            | 0            | 0            | 11       | 0      | 1           | 0          |
| J. Ménez        | 16       | 5       | 6           | 1          | 1            | 0            | 0            | 0            | 17       | 5      | 6           | 1          |
| A. Micai        | 16       | -17     | 0           | 1          | 1            | -2           | 0            | 0            | 17       | -19    | 0           | 1          |
| A. Montalto     | 31       | 5       | 5           | 0          | 1            | 0            | 0            | 0            | 32       | 5      | 5           | 0          |
| S. Pagni        | 1        | 0       | 0           | 0          | 0            | 0            | 0            | 0            | 1        | 0      | 0           | 0          |
| M. Paura        | 1        | 0       | 0           | 0          | 0            | 0            | 0            | 0            | 1        | 0      | 0           | 0          |
| V. Regini       | 8        | 0       | 3           | 0          | 0            | 0            | 0            | 0            | 8        | 0      | 3           | 0          |
| F. Ricci        | 15       | 0       | 3           | 0          | 1            | 0            | 0            | 0            | 16       | 0      | 3           | 0          |
| R. Rivas        | 27       | 2       | 4           | 0          | 1            | 0            | 0            | 0            | 28       | 2      | 4           | 0          |
| M. Šitum        | 1        | 0       | 0           | 0          | 0            | 0            | 0            | 0            | 1        | 0      | 0           | 0          |
| D. Stavropoulos | 19       | 0       | 5           | 0          | 1            | 0            | 0            | 0            | 20       | 0      | 5           | 0          |
| M. Tumminello   | 14       | 1       | 0           | 0          | 0            | 0            | 0            | 0            | 14       | 1      | 0           | 0          |
| S. Turati       | 22       | -29     | 0           | 0          | 0            | 0            | 0            | 0            | 22       | -29    | 0           | 0          |

## Giovanili
Tratto dal sito ufficiale della società.

### Organigramma
Area direttiva
- Responsabile settore giovanile: Massimo Taibi
- Segretario settore giovanile: Giampaolo Cataldo
- Collaboratore di segreteria: Vincenzo Ascrizzi

Attività di base
- Responsabile: Salvatore Laiacona

Under 17
- Allenatore: Domenico Zito
- Allenatore in seconda: Marco Scappatura
- Preparatore atletico: Giuseppe Saccà
- Preparatore dei portieri: Giuseppe Pagano
- Dirigente accompagnatore: Roberto Crucitti

Primavera
- Allenatore: Francesco Ferraro
- Allenatore in seconda: Danilo Polito
- Preparatore Atletico: Lorenzo Dascola
- Preparatore Portieri: Stefano Pergolizzi
- Dirigente accompagnatore: Orazio Elia Favasuli

Under 16
- Allenatore: Tobia Assumma
- Allenatore in seconda: Pietro Candido
- Preparatore atletico: Santi Cannistrà
- Preparatore dei portieri: Angelo Sciarratta
- Dirigente accompagnatore: Domenico Chiaia

Under 15
- Allenatore: Demetrio Cassalia
- Allenatore in seconda: Jonathan Pagano
- Preparatore atletico: Alessandro Infortuna
- Preparatore dei portieri: Angelo Sciarratta
- Dirigente accompagnatore: Stefano Maressa

Under 14
- Allenatore: Marco Scappatura
- Preparatore atletico: Alessandro Infortuna
- Preparatore dei portieri: Giuseppe Pagano
- Dirigente accompagnatore: Vincenzo Melasi

Under 13
- Allenatore: Ninni Riso
- Preparatore atletico: Pasquale Ocello
- Preparatore dei portieri: Antonio Leone
- Dirigente accompagnatore: Giuseppe Catalano

Under 17 femminile
- Allenatore: Maria Pia Trapani
- Allenatore in seconda: Giorgio Carere
- Preparatore atletico: Monica Ligato
- Dirigente accompagnatore: Rossana Rovito

Under 15 femminile
- Allenatore: Antonella Casile
- Allenatore in seconda: Sebastiano Crucitti
- Preparatore atletico: Monica Ligato
- Assistente tecnico: Carmen Morabito
- Dirigente accompagnatore: Rossana Rovito